# Heren van Tielen

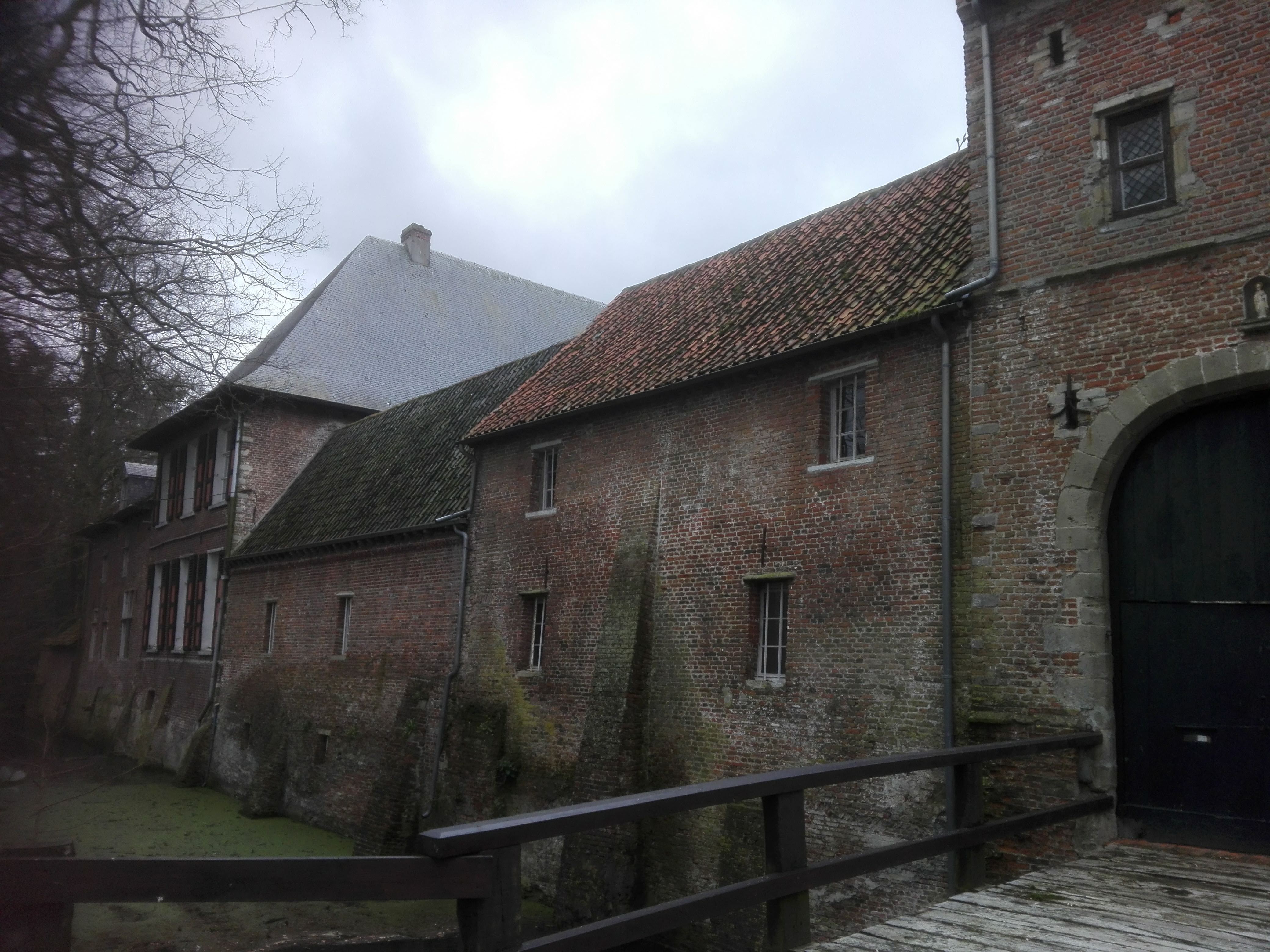
kasteel van Tielen was de woonplaats van de heren

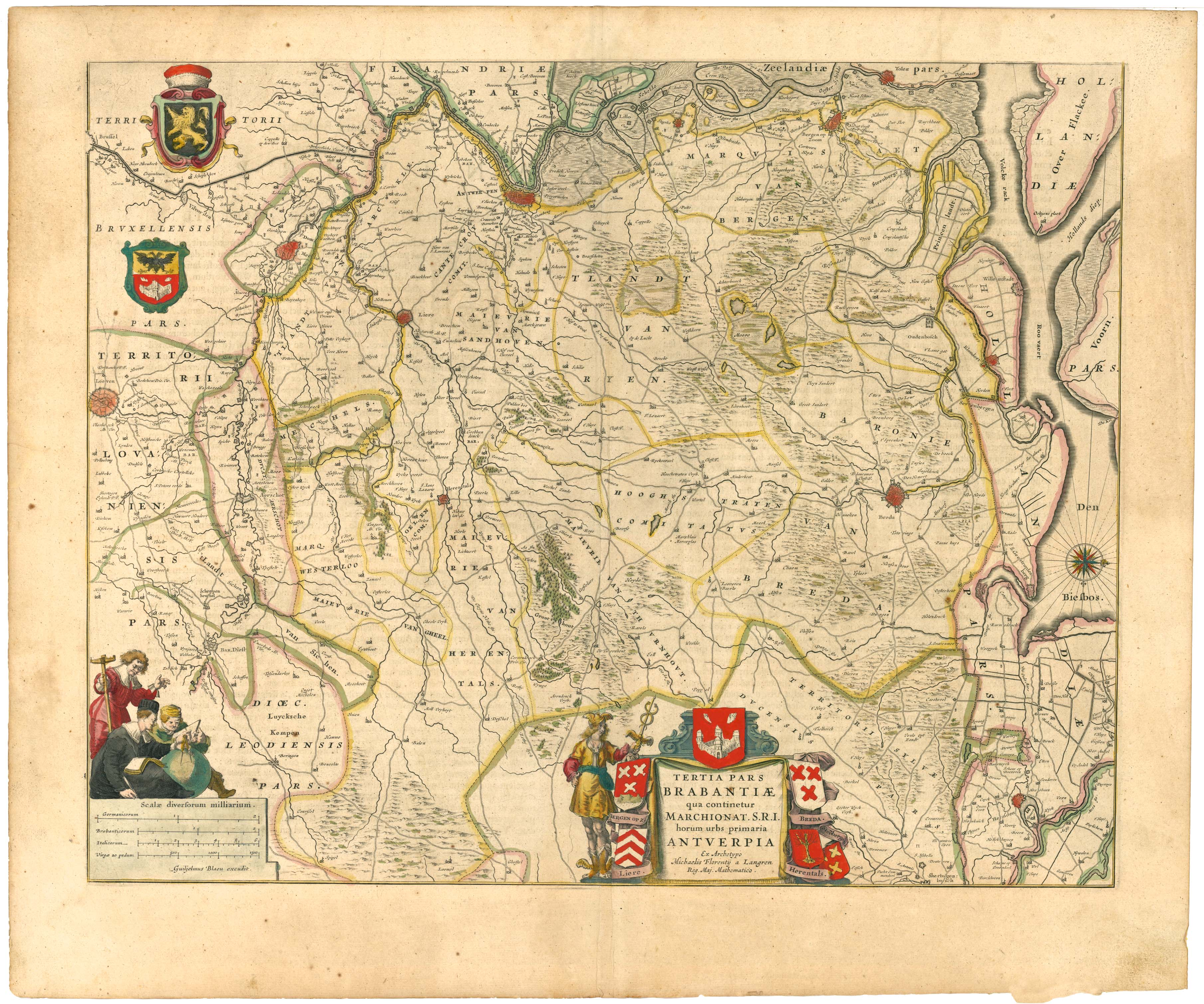
Vermelding Tielen op een kaart van het hertogdom Brabant uit 1645 gemaakt door Joan Blaeu

De heer van Tielen was de eigenaar van heerlijkheid Tielen en later ook heerlijkheid Gierle. Zijn woonst was het kasteel van Tielen. De heerlijkheid Tielen behoorde eerst tot het land van Geel, later onder het land van Herentals in het hertogdom Brabant. Zie hiernaast een kaart van 1645 waar Tielen op vermeld staat onder land van Herentals. De heerlijkheid Gierle behoorde tot het land van Turnhout.

## Overzicht van de heren van Tielen (tot eindefeodalisme)

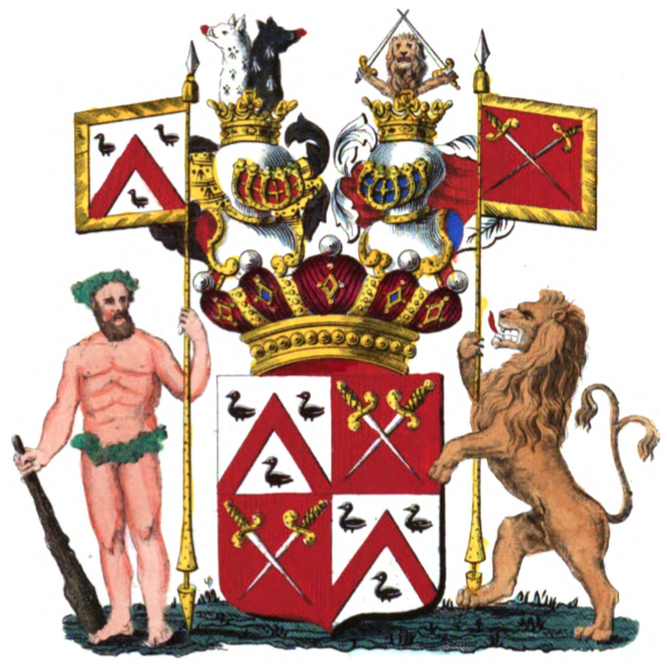
Wapenschild familie Van der Gracht de Rommerswael

| Jaar       | Heer                                     |
| ---------- | ---------------------------------------- |
| 1370       | Hendrik van Duffel (1370)                |
| 1392       | Jan van Duffel (1392)                    |
| 1428       | Jan de Pape                              |
| 1428-1467  | Daniël van Ranst                         |
| 1467-1491  | Filips van Ranst                         |
| 1491-1494  | Daniël 'kwaad ransteke' van Ranst        |
| 1494-1530  | Jan van Leefdael (1465-1530)             |
| 1530-1554  | Filips van Leefdael (1495-1568)          |
| circa 1581 | Antoon van Leefdael                      |
| 1597-1608  | Lodewijk van Leefdael                    |
| circa 1640 | Rogier van Leefdael                      |
| circa 1669 | Urbaan Rogier van Leefdael               |
| circa 1694 | Rogier van Baexen                        |
| Circa 1722 | Filips-Urbaan van Baexen                 |
| Circa 1730 | Filips Frans van Varick                  |
| Circa 1759 | Rogiers Filips van der Gracht            |
| 1773-1810  | Filips Frans Jozef Rogier van der Gracht |